# Runcinia flavida
Runcinia flavida là một loài nhện trong họ Thomisidae.
Loài này thuộc chi Runcinia. Runcinia flavida được Eugène Simon miêu tả năm 1881.